# 威廉·沃森 (科學家)
威廉·沃森（英語：William Watson，1715年4月3日—1787年5月10日），英格蘭科學家、醫生。

## 生平
1715年出生于倫敦。他在1741年加入皇家學會；在1772年晉升為副會長。他在1745年榮獲科普利獎章。
威廉·沃森早期研究植物學，協助將瑞典科學家卡爾·林奈的研究傳入英格蘭。在1746年，他成功證明如果在萊頓瓶（Leyden jar）的內外表面都覆蓋著錫紙，其容量會增加。
1787年逝世于伦敦。

## 荣誉
沃森花（Watsonia）以他命名。

## 外部連結
- （英文）威廉·沃森的傳記

| 獎項               | 獎項              | 獎項                   |
| ------------------ | ----------------- | ---------------------- |
| 前任者： 亨利·貝克 | 科普利獎章 1745年 | 繼任者： 本杰明·羅賓斯 |